# Kako je Pavliha kukca prodal
Kako je Pavliha kukca prodal je slovenska ljudska pripovedka. Avtor je neznan, saj se je prenašala iz roda v rod z ustnim izročilom. Prva jo je zapisala Kristina Brenkova v zbirki slovenskih ljudskih pripovedi Babica pripoveduje leta 1980 pri založbi Mladinska knjiga. V samostojni knjigi je izšla leta 2002, ko jo je priredila Danica Š. Novosel ter ilustriral Svjetlan Junaković. 

## Vsebina
Pavliha je bil sin edinec. Mati ga je imela zelo rada, še posebej zato, ker jo je rad ubogal. Ko je nekega dne odšla od doma, mu je naročila naj ne stika po hiši, ko bo sam doma. Bala se je namreč, da bi sin odkril njen privarčevani denar in bi ga zapravil. Skrila ga je v lonec pod pepel v peči in mu rekla, da v peči sedi strašna žival – kukec, ki ti spraska oči, če ga pogledaš. Obljubil ji je, da jo bo ubogal in ves čas pridno sedel za pečjo. Ko je mati odšla, je v vas prišel Ribničan, ki je prodajal lonce. Ker nihče ni nič kupil, je začel svoje blago ponujati po hišah. Začel je v hiši, kjer je za pečjo sedel Pavliha, ki se je zelo bal kukca. Loncev ni kupil, mu je pa ponudil kukca, če ga hoče vzeti. Ko je Ribničan pogledal, kakšen je ta kukec, ga je seveda z veseljem vzel, Pavlihi pa pustil vse lonce v zahvalo. Pavliha je bil zelo zadovoljen s kupčijo in je komaj čakal, da o tem pove materi. Zato je lonce preluknjal in obesil na vrv, da bi jih mati čim prej opazila. Ker je ni mogel več čakati, ji je tekel naproti. Ko ji je pripovedoval o tej kupčiji, se je mati zelo razžalostila. Ko pa je videla še preluknjane lonce, je jokala tri dni in noči. Tako je Pavliha ostal brez dote.

## Izdaje
- Kristina Brenkova: Babica pripoveduje, slovenske ljudske pripovedi. Založba Mladinska knjiga, Ljubljana, 1980,
- Kristina Brenkova: Babica pripoveduje, slovenske ljudske pripovedi. Založba Mladinska knjiga, Ljubljana, 1996,
- Danica Š. Novosel: Kako je Pavliha kukca prodal. Slovenska knjiga d.o.o., Ljubljana, 2002.